# Jodia basalis
Jodia basalis är en fjärilsart som beskrevs av Walker 1862. Jodia basalis ingår i släktet Jodia och familjen nattflyn. Inga underarter finns listade i Catalogue of Life.